# SPAMfighter

SPAMfighter(スパムファイター)は、デンマークのSPAMfighter ApSが開発、販売している、迷惑メール対策ソフトウェア。世界での利用者数は580万人(日本国内：4万人)
日本では、コージェンメディア社が日本市場向けにさよなら迷惑メールとして販売。

SPAMfighter日本代理店については、外部リンクを参照。

利用者数参考：SPAMfighterコミュニティ

## 機能
SPAMfighter　は利用しているユーザーがスパムメールを受信、もしくはユーザー自身でがスパム判定とさせたスパムメールを報告することで、スパムメールデータベースを蓄積していくことで、その他のユーザーに対して受信時にはスパムメールとしてブロックさせるコミュニティ型の方法を利用している。
この方法により、一部セキュリティソフトに付属されているクライアント内のデータベースのみで判定するアンチスパム機能よりも正確にスパム判定を行うことができる。
なお、万が一間違ってスパム判定された通常のメールに対しても同様にブロック解除(スパム解除)を行うことで、スパムメールデータベースに対してサーバリストから外すことができる。

## その他機能
- ブラックリスト / ホワイトリスト

特定のアドレスからのメールを受信したくない場合は、ブラックリストへ入れておくことができる。ホワイトリストについては、その反対の機能になる。
- フィルタの感度

非常に低い/低い/既定(デフォルト設定)/高い/非常に高いの5つのフィルタ感度を選ぶことができる。
- 言語の認識(言語フィルタリング)

世界23の言語から、受信できる言語、もしくは受信しないできない言語の設定が行える。

## Pro版(有償製品)
ダウンロードしてまずお試し期間として1ヶ月間利用できる。その後は費用を支払うことで引き続き利用可能。
個人、会社、学校などでの利用ができる。

## Standard版(無償製品)
Pro版のお試し期間が過ぎた後、自動的にStandard版として利用が可能。
スパムメールブロック機能はPro版と同様利用可能。
Pro版との機能の違いについては、ツールバーへ購入リンクができる、言語の認識機能が利用できない、メールソフト上のツールバー移動ができない、ブラックリスト、ホワイトリストの追加件数が最大100件に制限される。送信メールにSPAMfighterを利用している旨のメッセージがつくことのみ。

## さよなら迷惑メール(有償・無償製品)
SPAMfighterPro、およびStandard版を日本市場向けに開発された製品。

日本代理店が販売し、日本語でのサポートを受けることができる。

製品機能は、SPAMfighterと同様である。